# Hr.Ms. Azimuth (1939)
De Hr.Ms. Azimuth (HMV 2) was de door de Nederlandse marine gevorderde trawler IJM 195 Azimuth, gebouwd door de Britse scheepswerf John Duthie uit Aberdeen. Na de vordering door de Nederlandse marine werd het schip omgebouwd tot hulpmijnenveger 2 en gemilitariseerd. Commandant werd LTZ 2 K.J. Roberti.
De Azimuth was een van tien trawlers die in augustus 1939 werden gevorderd door de Nederlandse marine. De andere negen waren: Alkmaar, Amsterdam, Aneta, Bloemendaal, Ewald, Hollandia, Maria R. Ommering, Walrus, Witte Zee.
Na de capitulatie van Nederland in mei 1940 werd de Azimuth buitgemaakt door de Duitse strijdkrachten. Tijdens de Tweede Wereldoorlog ging het schip in Duitse dienst verloren.